# Royal Warrant of Appointment

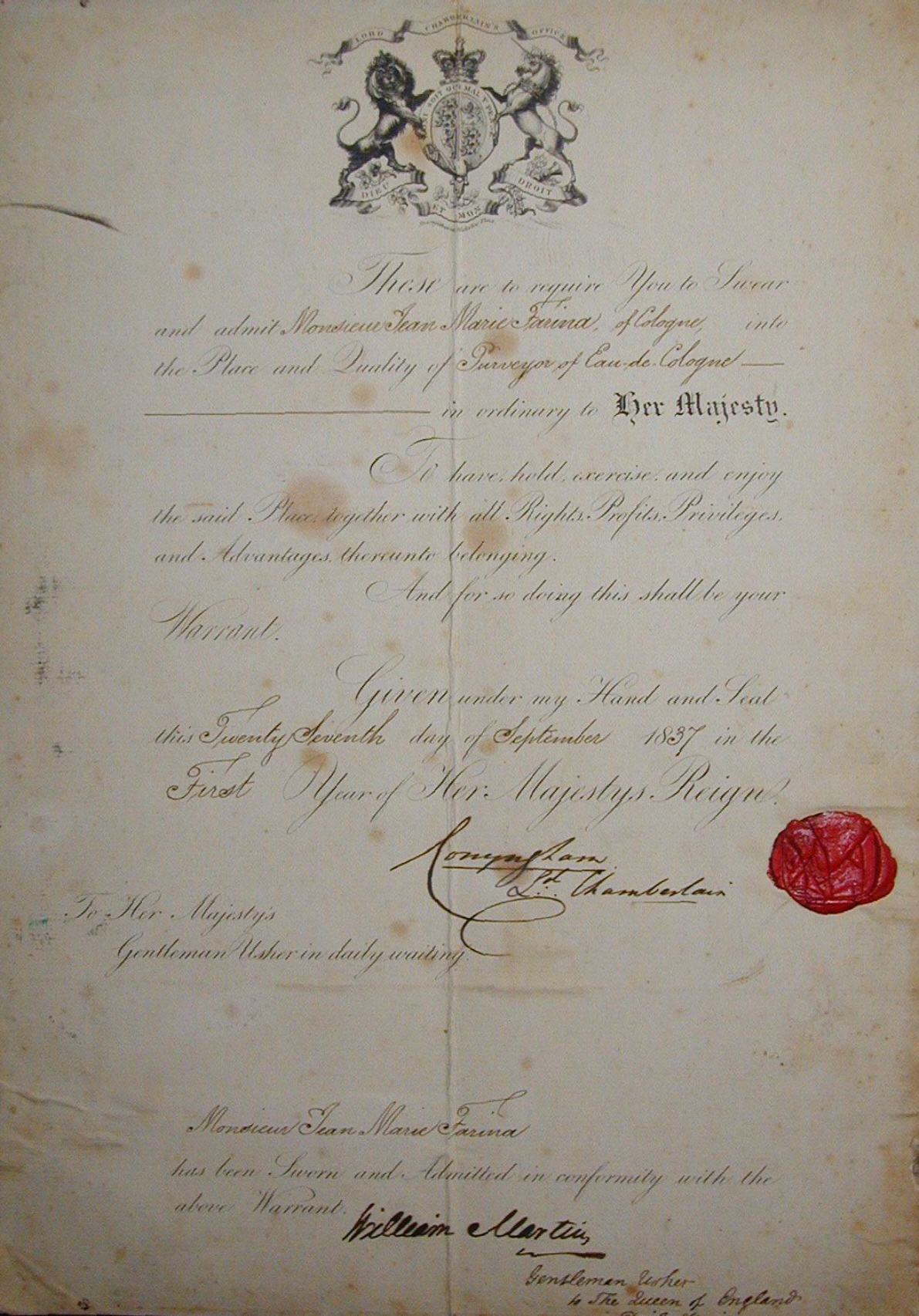
Royal warrant wystawiony w imieniu królowej Wiktorii w 1837 roku dla Johanna Marii Fariny z siedzibą w Kolonii, dostawcy wody kolońskiej

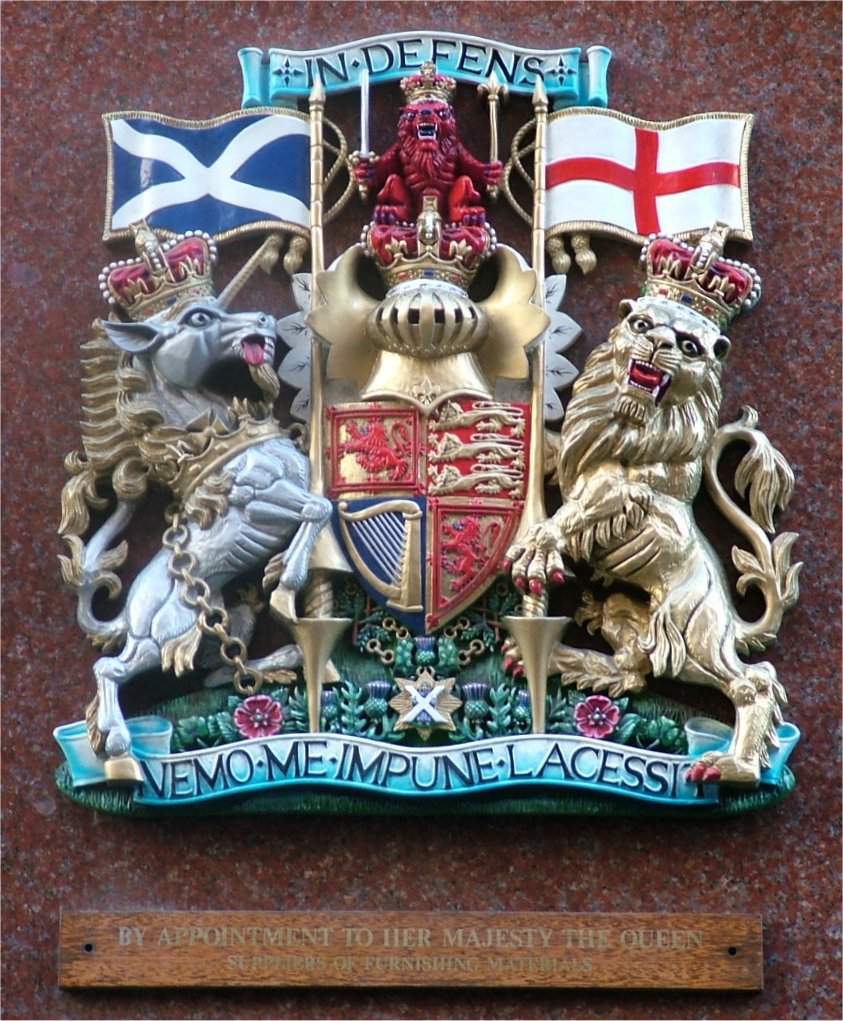
Herb na domu towarowym Jenners w Edynburgu – „ze wskazania Jej Królewskiej Mości królowej Elżbiety II dostawcy elementów wystroju wnętrz”

Royal Warrant of Appointment (lub royal warrant) – dokument zaświadczający, że otrzymujący go podmiot gospodarczy regularnie dostarcza dobra bądź świadczy usługi brytyjskiej rodzinie królewskiej.
Jedyną korzyścią przysługującą z racji otrzymania dokumentu jest prawo do umieszczania na swoich produktach i materiałach reklamowych herbu królewskiego wraz z informacją o osobie nadającej, obdarowanym i naturze dostarczanych dóbr czy usług. Fakt posiadania dokumentu nie oznacza w żadnym wypadku wyłączności na dostawę danego dobra i usługi, ani też że są one dostarczane rodzinie królewskiej za darmo.

## Zasady przyznania
O tym, kto może wystawić dokument decyduje panujący monarcha. Osoby te zwane są nadawcami (grantor). Za panowania Elżbiety II poza królową, przywilej ten posiadał jej mąż, Filip, książę Edynburga, syn, Karol, książę Walii oraz Elżbieta, królowa matka.
Dokument taki może zostać nadany przedsiębiorstwom dowolnej wielkości, jak i osobom prywatnym prowadzącym działalność gospodarczą, zarówno krajowym jak i zagranicznym. Na początku 2018 roku posiadało go 816 podmiotów, o szerokim spektrum działalności, m.in. pralnie, sprzedawcy ryb, producenci maszyn rolniczych czy oprogramowania komputerowego. Dokumentu nie mogą otrzymać podmioty świadczące usługi wyższego rzędu (np. bankowe, księgowe, prawnicze, szkoleniowe czy weterynaryjne), agencje rządowe ani wydawnictwa prasowe.
Warunkiem koniecznym dla otrzymania dokumentu jest zaopatrywanie nadawcy bądź jego domostwa przez pięć z siedmiu ostatnich lat. Procedura jego nadania rozpoczyna się z inicjatywy podmiotu zainteresowanego, poprzez złożenie stosownego podania, które rozpatrywane jest pod względem spełnienia wymaganych kryteriów przez Lorda Szambelana.
Royal warrant nadawany jest na okres do pięciu lat, z imiennym wskazaniem obdarowanego (grantee), w przypadku przedsiębiorstw na imię właściciela czy też pracownika. Na rok przed upływem tego terminu, dokument poddawany jest kolejnemu rozpatrzeniu, co decyduje o jego wznowieniu. Dzieje się tak również w przypadku śmierci obdarowanego, opuszczeniu przez niego spółki, upadłości przedsiębiorstwa bądź zmiany jej właściciela. Dokument może zostać w dowolnym momencie odebrany, np. w przypadku spadku jakości produktu czy usługi, bądź częstotliwości ich dostarczania.
Co roku przyznawanych jest około 20–40 nowych dokumentów, a podobna liczba jest odbierana.

## Historia
Pierwszy odnotowany dokument podobnego typu (royal charter) nadany został w 1155 roku przez Henryka II londyńskiemu cechowi tkaczy. Royal Warrant of Appointment jako taki po raz pierwszy nadany został w XV wieku, a jednym z pierwszych obdarowanych był drukarz William Caxton (1476).
Zwyczaj wystawiania herbu królewskiego na znak posiadania dokumentu pojawił się w XVIII wieku. W czasach panowania królowej Wiktorii (1837–1901) wydanych zostało ponad 1000 royal warrants. W 1840 roku założone zostało zrzeszenie jego posiadaczy, Royal Warrants Holders Association, skupiające obecnie większość z nich. W latach 70. i 80. XIX wieku, w związku z narastającym problemem posługiwania się znakiem przez nieuprawnionych, zaostrzone zostały przepisy (m.in. wprowadzono zapis o jego utracie w wypadku bankructwa i braku automatycznej przenoszalności na nowego właściciela w następstwie przejęcia posiadacza dokumentu), a nieuzasadnione posługiwanie się herbem zdelegalizowane przez parlament.